# Battle (East Sussex)
Battle (englisch für Schlacht) ist eine Kleinstadt (Town) und ein Civil Parish mit rund 6700 Einwohnern im Rother District in der Grafschaft East Sussex, England, ca. 8 km von Hastings entfernt. Nachbarstädte sind Hastings im Südosten und Bexhill-on-Sea im Süden. Die Stadt wurde an der Stelle errichtet, an der der Normanne Wilhelm der Eroberer den englischen König Harald II. im Jahre 1066 in der Schlacht bei Hastings militärisch besiegte und daraufhin als Wilhelm I. und Herzog der Normandie zum König gekrönt wurde. Es ist die letzte Eroberung Englands durch ausländisches Militär.

## Die Abtei
Die Abtei wurde im Jahr 1095 gegründet, im Andenken an die legendäre Schlacht. Der Hochaltar der Abteikirche soll an der Stelle stehen, an der König Harald in der Schlacht gefallen ist. Das hohe Eingangstor der Abtei dominiert das Südende der Hauptstraße des Ortes. Vom Rest der Abtei ist vergleichsweise wenig erhalten geblieben. Die wenigen erhaltenen Räume im Westflügel werden seit kurz nach dem Ersten Weltkrieg von der Battle-Abbey-Schule genutzt.
Die Abtei ist seit Jahrhunderten als „Battle Abbey“ bekannt. Sie war, genau wie die Abteikirche, dem heiligen Martin gewidmet.

## Die Stadt

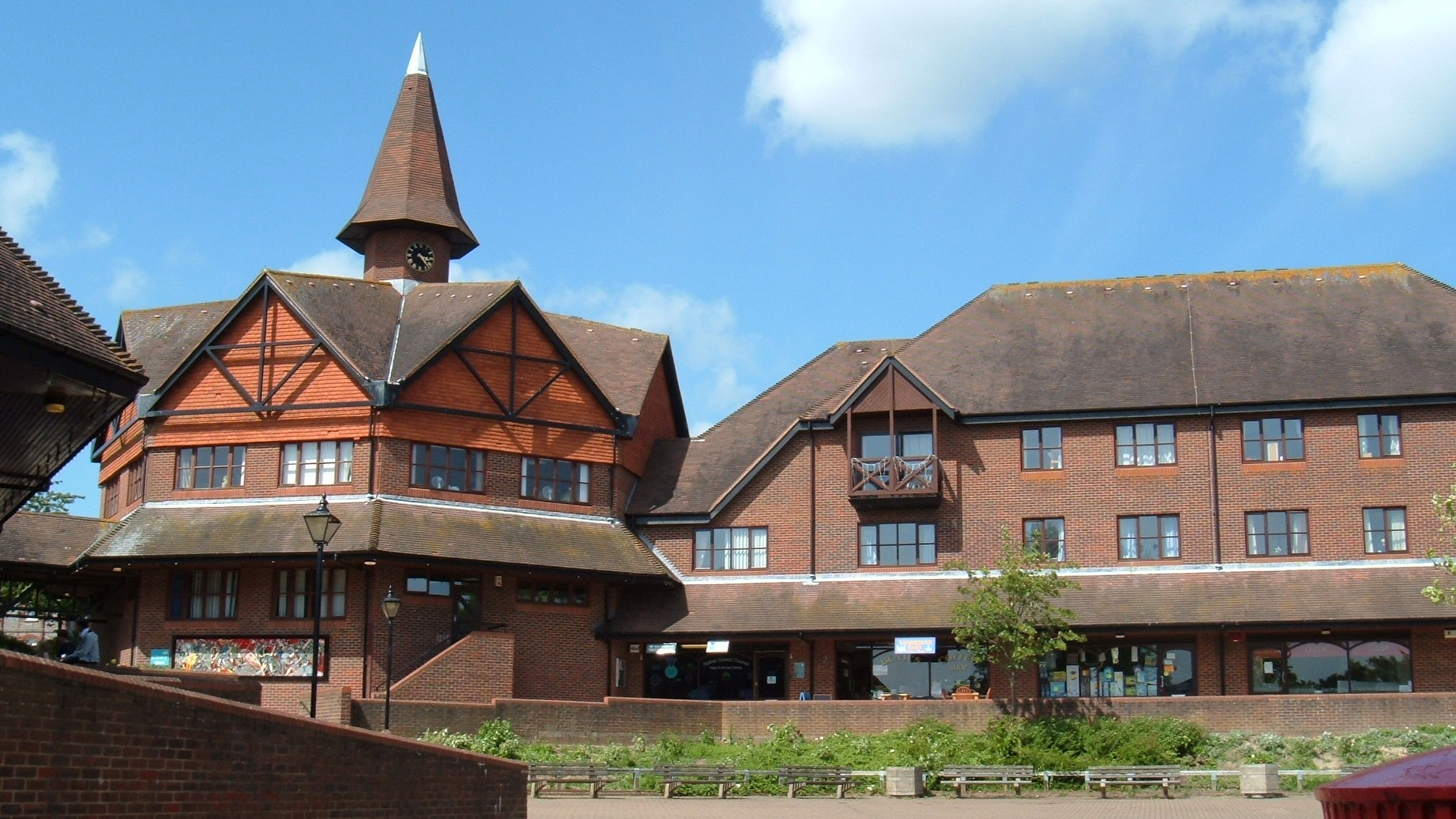
Geschäftsstraße in Battle

Die Stadt Battle entwickelte sich im Laufe der Jahrhunderte rund um die Abtei. Während sie heute hauptsächlich als Anlaufpunkt für Touristen gilt, war sie in früheren Jahren bekannt für ihre qualitativ hochwertige Schwarzpulverindustrie. Beste Kunden waren die Marinewerften in Chatham und Portsmouth, die Kanonenkugeln und Schwarzpulver benötigten. Für den Schiffsbau wurde auch Holz aus den umliegenden dichten Wäldern verwendet.

## Schwarzpulverindustrie
Die erste Pulverfabrik wurde im Jahr 1676 in Battle gegründet, als John Hammond die Erlaubnis bekam, auf einem Grundstück der Abtei eine Fabrik zu bauen. Eine weitere Fabrik befand sich in der Powdermill Lane. Das Gebäude wurde später zu einem Hotel umgebaut. Daniel Defoe beschrieb im Jahr 1722, dass die Stadt zwar nicht viel zu bieten hätte, aber das beste Schießpulver ganz Europas herstellen würde. Der Herzog von Cleveland entzog im Jahr 1847 den Pulverfabriken nach mehreren Unfällen die Lizenz. Beispielsweise wurden im Jahr 1798 in eine Masse von 15 Tonnen Schießpulver in einem Ofen vergessen und explodierten.

## Politik und Verwaltung

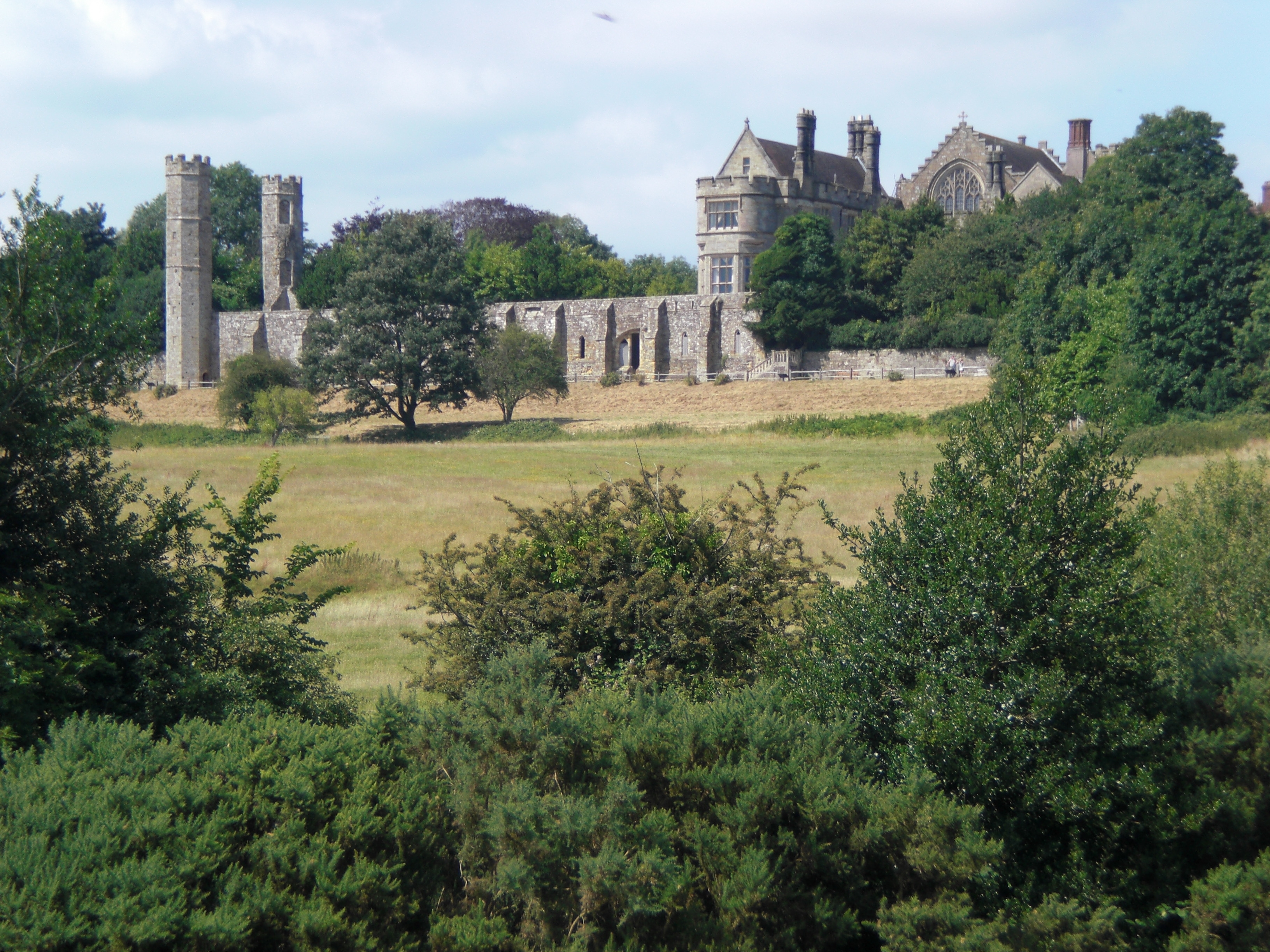
Blick über das Schlachtfeld hinauf zur Battle Abbey

Der Stadtrat von Battle besteht aus 17 gewählten Ratsmitgliedern, die sich an jedem dritten Dienstag im Monat treffen. Der Rat ist zuständig für die Straßenbeleuchtung, Kleingärten und Naherholungsgebiete. Außerdem entsenden sie ein stimmberechtigtes Mitglied in den Rother Distrikt- und East-Sussex-Grafschaftsrat.
Bei den britischen Parlamentswahlen gehört Battle zum Wahlbezirk Bexhill und Battle und wird seit Mai 2005 vom Konservativen Gregory Baker vertreten. Bei den Europawahlen gehört Battle zum Wahlbezirk Südost-England, der 10 Sitze im Europaparlament hat.

## Weitere Sehenswürdigkeiten

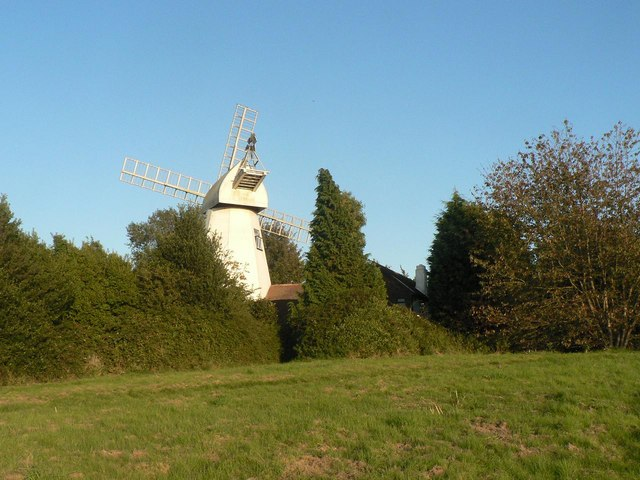
King’s-Head-Windmühle in Battle

Telham Hill liegt etwa 1,5 km südöstlich von Senlac Hill. Von Telham Hill aus sah Wilhelm I. am 14. Oktober 1066 zum ersten Mal die englische Armee, die sich bei der Schlacht bei Hastings auf dem Senlac Hill aufgestellt hatte.
Es gibt drei weitere wissenschaftlich interessante Sehenswürdigkeiten in der Gemeinde.
Blackhorse Quarry, ein Fundplatz einer Vielzahl von paläontologisch interessanten fossilen Knochen und Zähnen, z. B. vom Iguanodon und von Krokodilen.
Die Hemingfold Meadow besteht aus zwei Wiesen, auf denen seltene, unter Naturschutz stehende Arten zu finden sind.
Der Darwell Wood ist ein geschütztes Hainbuchengehölz mit alten Eichen.

## Verkehr
Battle ist durch die A road A 2100 mit Hastings und London verbunden. Die Stadt hat auch einen Bahnhof, der sich an der Hasting-Linie befindet. Er liegt zwischen den Orten Crowhurst und Robertsbridge. Diese Station hieß früher Mountfield Halt und wurde im Jahr 1969 geschlossen. Später wurde sie dann als Bahnhof von Battle von der Southeastern Train Company wieder eröffnet.

## Persönlichkeiten
- William Munk (1816–1898), britischer Arzt und Biograf
- Herbert Arnould Olivier (1861–1952), britischer Porträt- und Landschaftsmaler
- Harry Julius Emeléus (1903–1993), britischer Chemiker
- Ronald Gunter, 3. Baronet (1904–1980), britischer Autorennfahrer
- Frank Chacksfield (1914–1995), britischer Pianist, Organist, Komponist und Dirigent